# Emmanuelle
Emmanuelle er hovedpersonen i en lang række erotiske film og tv-produktioner fra det franske firma ASP (Alain Siritzky Productions), samt i utallige uofficielle variationer. Figuren stammer fra den angiveligt selvbiografiske roman Emmanuelle (1959), skrevet af Marayat Rollet-Andriane under pseudonymet Emmanuelle Arsan.
Rollen som Emmanuelle blev i de syv oprindelige biograffilm spillet af Sylvia Kristel, Mia Nygren, Monique Gabrielle og Natalie Uher.
Desuden har Guido Crepax lavet en tegneserie om Emmanuelle.

## Emmanuelle-serien fra ASP
- Emmanuelle (1974)
- Emmanuelle 2 (1975)
- Goodbye Emmanuelle (1977)
- Emmanuelle 4 (1984)
- Emmanuelle V (1986)
- Emmanuelle 6 (1988)
- Emmanuelle 7 (1992)
- Emmanuelle's Secret (1992)
- Emmanuelle's Revenge (1992)
- Emmanuelle's Perfume (1992)
- Emmanuelle's Magic (1992)
- Emmanuelle's Love (1993)
- Emmanuelle in Venice (1993)
- Emmanuelle Forever (1993)
- Emmanuelle: First Contact (1994)
- Emmanuelle 2: A World of Desire (1994)
- Emmanuelle 3: A Lesson in Love (1994)
- Emmanuelle 4: Concealed Fantasy (1994)
- Emmanuelle 5: A Time to Dream (1994)
- Emmanuelle 6: One Final Fling (1994)
- Emmanuelle 7: The Meaning of Love (1994)
- Emmanuelle 2000: Being Emmanuelle (2000)
- Emmanuelle 2000: Emmanuelle and the Art of Love (2000)
- Emmanuelle 2000: Emmanuelle in Paradise (2000)
- Emmanuelle 2000: Jewel of Emmanuelle (2000)
- Emmanuelle 2000: Intimate Encounters (2000)
- Emmanuelle 2000: Emmanuelle's Sensual Pleasure (2000)
- The Joys of Emmanuelle, Parts 1-3 (2001)
- Emmanuelle 2000 (2001)
- Emmanuelle in Rio (2003)
- Emmanuelle Private Collection: Emmanuelle vs. Dracula (2004)
- Emmanuelle Private Collection: Sex Talk (2004)
- Emmanuelle Private Collection: The Sex Lives Of Ghosts (2004)
- Emmanuelle Private Collection: Sexual Spells (2004)
- Emmanuelle Private Collection: The Art Of Ecstasy (2006)
- Emmanuelle Private Collection: Jesse's Secrets Desires (2006)
- Emmanuelle Tango (2006)